# Hart-Miller Island
Hart Miller Island est située à l'embouchure de la rivière Back et de la rivière Middle, où elles se jettent dans la baie de Chesapeake à l'est de la ville de Baltimore dans le Maryland. 
C'était autrefois trois îles distinctes, Hart Island, Miller Island et Pleasures Island, mais elle est maintenant presque entièrement artificielle. En 1981, la zone a commencé à être remplie de matériaux de dragage par le Corps du génie de l'armée des États-Unis, dans le but de restaurer l'habitat, et le projet s'achevant vers 2012.

## Hart-Miller Island State Park
La zone est maintenant utilisée comme parc d'État de Hart-Miller Island State Park (en), accessible uniquement par bateau. Ce parc a été créé en 1977-78.
Les projets de restauration de Poplar Island et Hart-Miller Island sont supervisés par le Maryland Environmental Service , une agence indépendante de l'État du Maryland chargée de trouver des solutions innovantes aux défis environnementaux les plus complexes de la région et de préserver les ressources naturelles de la région pour les générations à venir.
Le parc comprend une plage de sable de 910 m, des sentiers de randonnée, une plate-forme d'observation, des installations de pique-nique et des sites de camping pour la nuit. La cellule nord de la superficie de 1 100 acres de l'île est fermée; la cellule sud a été officiellement ouverte au public en mai 2016.

## Galerie

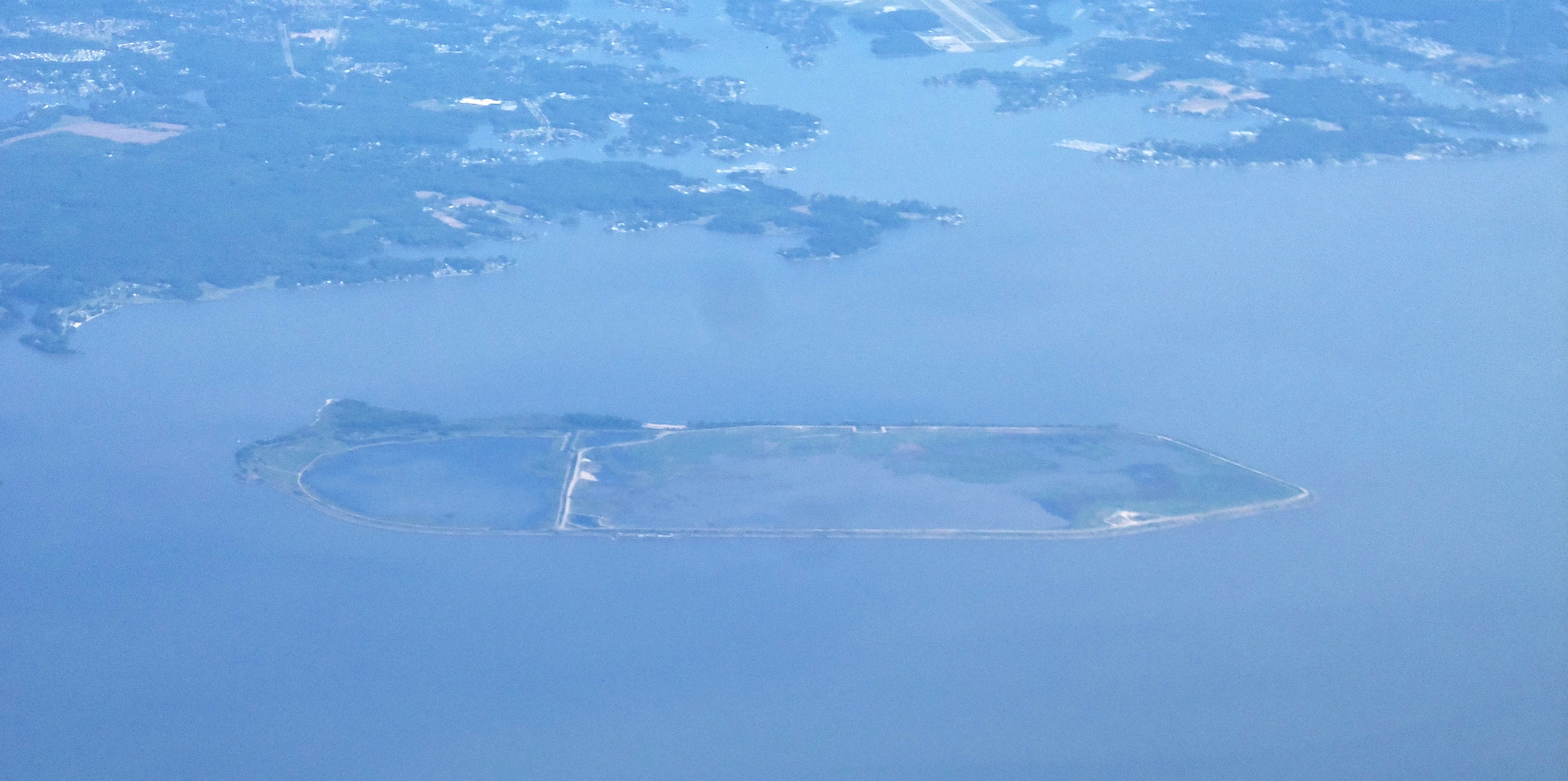
Hart-Miller Island en 2021
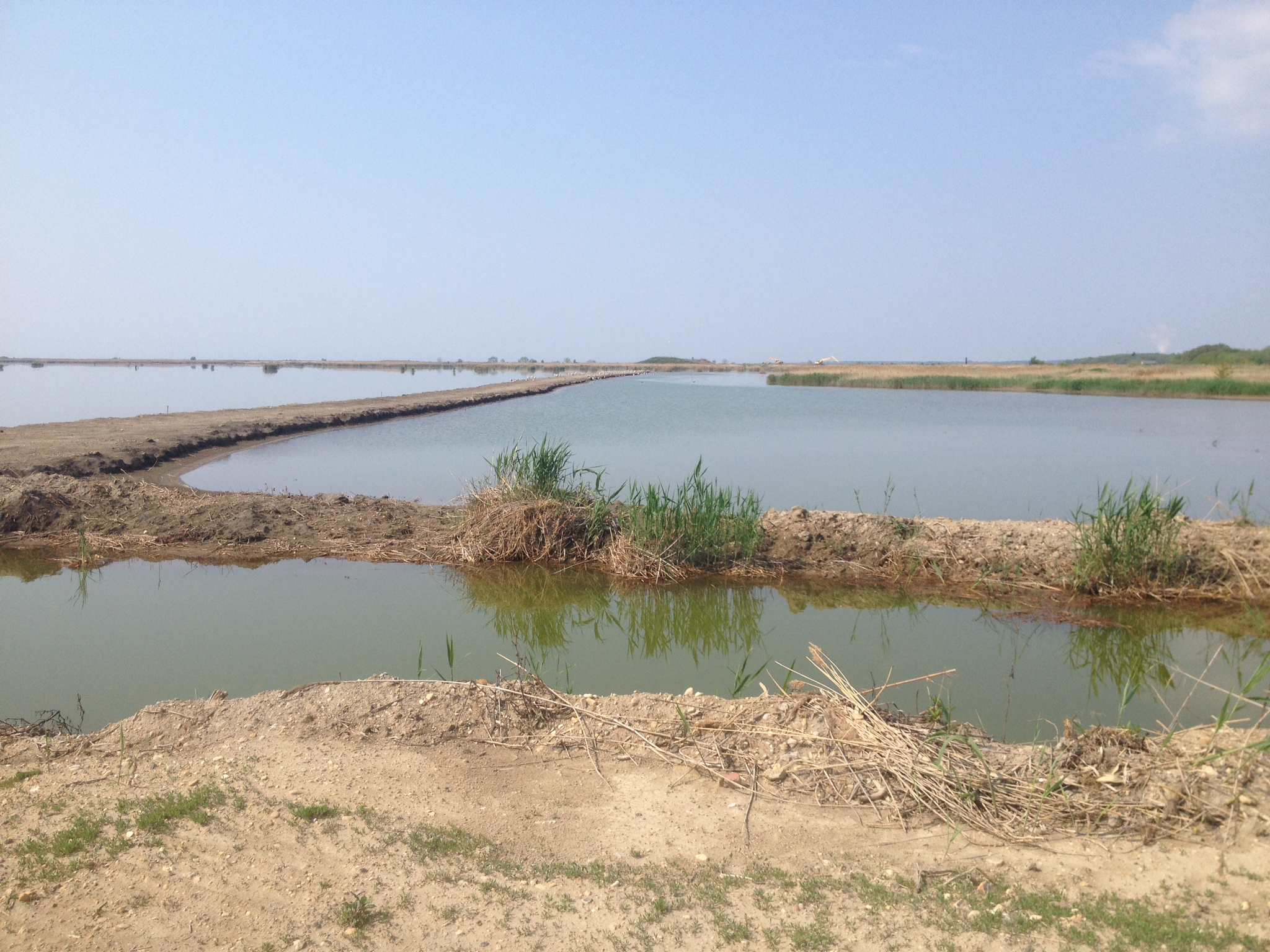
Hart-Miller Island State Park